# Алексеев, Павел Дмитриевич
Павел Дмитриевич Алексеев (23.08.1928—1998) — российский нефтяник, лауреат Премии Совета Министров СССР.

## Биография
Детство провел в Белоруссии. Окончил Ленинградский горный институт (1955).
- 1955—1969 — инженер, старший инженер, заместитель начальника Чернушинской, Долгановской, Сылвенской нефтеразведок, директор конторы бурения, управляющий трестом «Пермвостокнефтеразведка».
- 1969—1976 — начальник, генеральный директор объединения «Оренбургнефть».
- 1976—1986 — начальник Главного управления проектирования и капитального строительства, член Коллегии Министерства нефтяной промышленности СССР.
- 1986—1993 — старший, главный научный сотрудник ВНИИОЭНГ (Всероссийский научно-исследовательский институт организации, управления и экономики нефтегазовой промышленности).

Кандидат технических наук.
За создание и промышленное внедрение новых методов обустройства месторождений Западной Сибири удостоен Премии Совета Министров СССР.
Почётный нефтяник. Награждён орденом Трудового Красного Знамени (1966), медалями СССР, золотой медалью ВДНХ (26.05.1977).